# VHS-C
A VHS-C (Video Home System - Compact) videókazetta 1982-ben jelent meg, szintén a JVC (Victor Company of Japan) cég szárnyai alatt, hasonlóan a sima VHS-hez.
Ezt az 1982 óta létező videókazetta formátumot camcorderek számára fejlesztették ki (kisebb méretű a kazetta a normál VHS kazettánál).

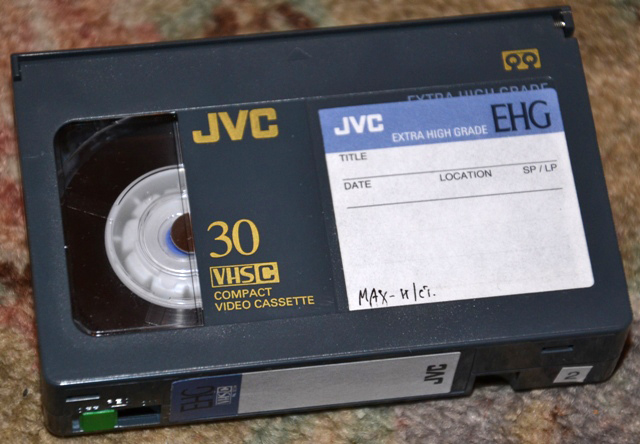
VHS-C kazetta kívülről

A VHS-C videókazetta - hasonlóan a VHS-hez - 12,7 mm-es szalagot tartalmaz, és azimuth alapú lejátszást alkalmaz. A VHS-C videókazettára a videókat analóg videofelvevő kamerával, azaz camcorderrel lehet felvenni, és "VHS-C to Full VHS" adapterkazetta segítségével visszajátszható a sima VHS rendszerű videómagnóban.

## Előnyei
- Praktikus és kompakt.
- Adapterkazetta segítségével lejátszható a normál VHS videómagnókban is.
- A jobb minőségű, híres cégek által gyártott kazetták sok ideig nézhetőek.

## Hátrányai
- Csak rövid felvételeket lehet rögzíteni rá (SP módban).
- A kazettában lévő mágnesszalag kopik, így nagyon csekély mértékben ugyan, de romlik a kép- és a hang minősége.
- Sok gyengébb minőségű, névtelen cégek által gyártott kazetta már körülbelül 3-4 éves korára teljesen kopottá, és nézhetetlenné válik.
- A VHS-hez hasonlóan kissé érzékeny a mágnesességre.

## A VHS-C egyéb típusai
- S-VHS-C, azaz Super Video Home System (ennek a formátumnak a képfelbontása nagyobb, valamint a kép- és a hang minősége sokkal jobb, mint a normál VHS-C kazettáé)
- W-VHS-C (ez még analóg, viszont már HD minőségű formátum)
- D-VHS-C (digitális, HD minőségű kazettaformátum)

## VHS-C videokamerák működési elve

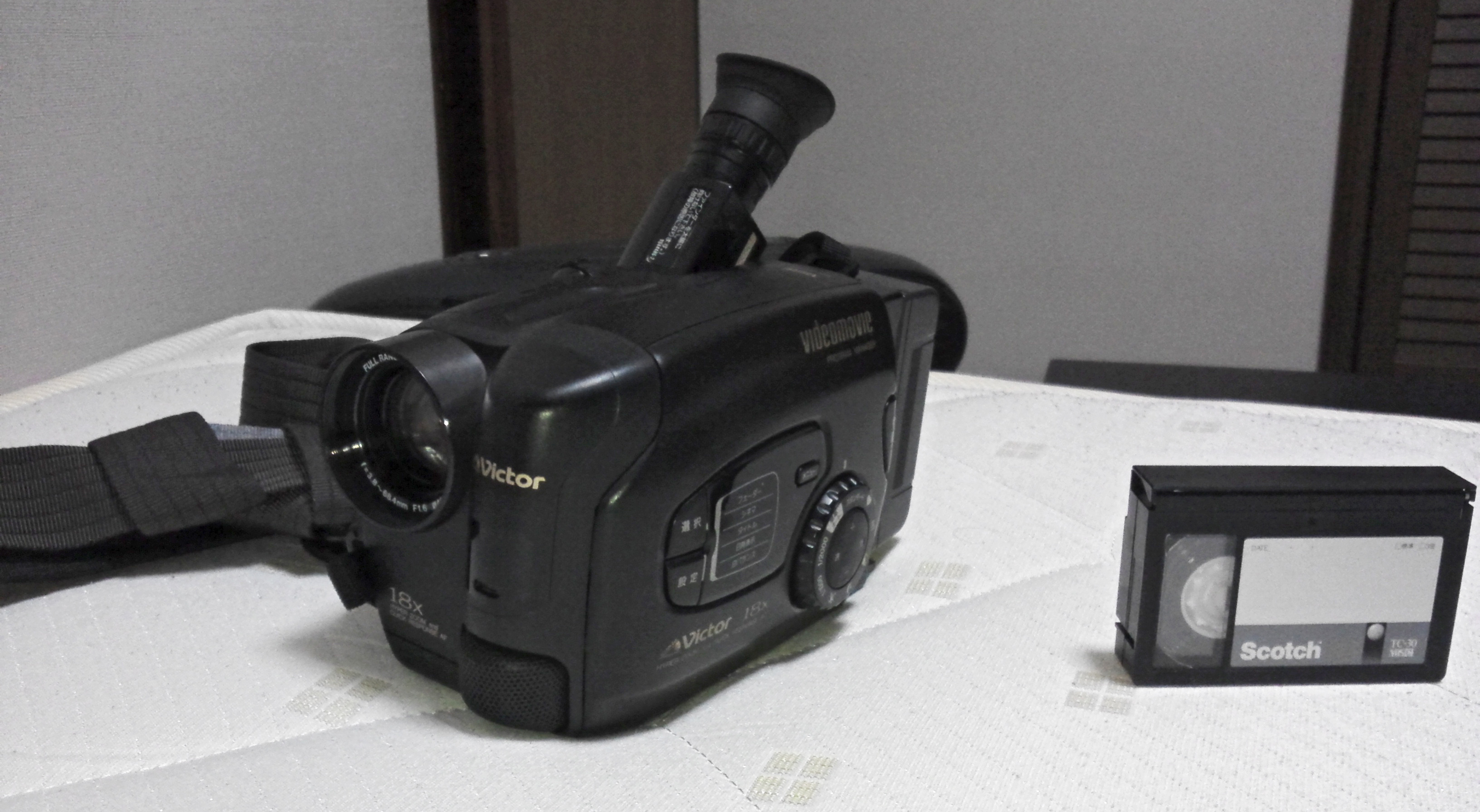
VHS-C videokamera, más néven camcorder, VHS-C kazettával

A VHS-C camcorderek méretének csökkentése érdekében nem az eredeti (normál VHS rendszerű videómagnókban használt), 62 mm-es átmérőjű fejdobokat alkalmaznak a gyártók, hanem kisebb, 41,3 mm-es átmérővel rendelkező fejdobot alkalmaznak, amiben a videofejek 270° távolságra helyezkednek el egymástól (ellentétben a VHS kamerákkal, videómagnókkal, ezeknél ugyanis 180°-ra helyezkendek el egymástól a videofejek).
A camcorderekben a videókazettán lévő videófelvétel bármikor visszanézhető, azonban "VHS-C to Full VHS" adapterkazettába téve a VHS-C videókazettákra felvett videófelvételek lejátszhatóak a normál, asztali VHS videómagnókban is, ahol szintén felvehetőek új videófelvételek a kazettára.
Ha azonban egy kazetta írásvédett, a felvételi funkció nem lehetséges az adott videókazettán.

## Műszaki adatok, specifikációk[3]
- Szalag szélessége: 12,70 mm (1/2 inch)
- Szalag haladási sebessége: PAL/SECAM/MESECAM rendszerben 2,339 cm/s, NTSC rendszerben pedig 3,335 cm/s
- Típus: mágnesszalagos adattároló
- Színnorma: PAL, NTSC, SECAM, MESECAM
- Lejátszási mód: SP (Standard Play), LP (Long Play), EP/SLP (Extended Play/Super Long Play)
- Játékidők: 30 perc, 45 perc, és 60 perc, LP módban 30 perces kazettára 60 perc videó, 45 percesre 90 perc videó, 60 perces videókazettára pedig 120 perces videó rögzíthető.
- Fejdob átmérője: 41,3 mm
- Hang: FM Hi-Fi Stereo
- Vízszintes képfelbontás: 250 sor